# ポスタル (映画)
『Postal』は、ウーヴェ・ボル監督による2007年のアクション・コメディ映画。2014年現在、日本では劇場未公開・ソフト未発売。
Running with Scissors, Inc.製作のゲーム『ポスタル』の映画化作品である。

## キャスト
- ザック・ウォード
- ジャッキー・トーン
- デイヴ・フォーリー
- クリス・コッポラ
- ヴァーン・トロイヤー
- ラリー・トーマス：ウサーマ・ビン＝ラーディン役
- ブレント・メンデンホール：ジョージ・W・ブッシュ役
- マイケル・ベンイアー
- エリック・アヴァリ
- ジュリア・サンドベルグ・ハンソン
- ラルフ・モーラー
- クリス・スペンサー
- シーモア・カッセル
- デヴィッド・ハドルストン
- ウーヴェ・ボル：本人役
- ヴィンス・デシデリオ：本人役
- J・K・シモンズ
- キャリー・ゲンゼル
- マイケル・パレ
- マイク・ドゥパド
- リチャード・イアン・コックス

## 公開・興行収入

### 世界での公開
『Postal』の114分のディレクターズ・カット版は2007年7月21日にモントリオールファンタジアフェスティバルで初公開され、10月18日にドイツで一般公開されるまでに、多くのアメリカ・ヨーロッパの映画祭で上映された。ドイツでは48館の劇場で公開されて興行収入では初登場7万9353ドルで27位であり、最終的には14万2761ドルになった。イタリアでは3,980ドルを得て、公開2週間で打ち切られた。2008年8月31日現在、世界中で合計14万6741ドルを売り上げている。

### アメリカでの公開
2007年10月12日に全米公開するとボルが発表したにもかかわらず、2008年5月23日まで遅れ、1500館の劇場で公開される予定が4館まで縮小された。ボルは変更があった理由を次の様に述べている：

配給会社が政治的な内容のためにPostalをボイコットしている。我々は5月23日に全米で1500のスクリーンで公開する用意ができていた。米国中のあらゆるマルチプレックスでこの映画は公開できるはずだが、彼らは恐れている。我々はニューヨークとロサンゼルスでいくつかのスクリーンを買おうとさえしたが、それらは劇場を賃借さえさせないだろう。私は、「Postal」を公開する契約をしてくれる映画館主がいることを望む。観客は、映画と私が、映画館主が米国劇場で公開されるものについて検閲するべきでないと思うと予想している。
5月20日に、スクリーン数は12館まで増加し、公開までには21館まで伸びた。『Postal』は『インディ・ジョーンズ/クリスタル・スカルの王国』の翌日に公開された。ボルは『Postal』が興行収入でインディを破ると冗談交じりに述べていた。インターネットの予告で、インディ・ジョーンズの格好をしたヴァーン・トロイヤーが『Postal』の優越を宣言した 。

## 評価・受賞
公開前より911事件を茶化したシーンを含む予告編が非難を浴びており、ニュージャージー州で行われた試写会では、そのシーンに不快感を覚えたのか、観客総数の4分の3にあたる200人が途中退席した。
プロの評論家からの評価は否定的なものが大半を占め、2008年11月の時点で、レビューサイトのRotten Tomatoesでは、37のレビューのうち8%が肯定的な評価だった。IMDbでは10点満点中4点で、ボルのテレビゲーム原作映画の中では最も高く、ボル作品全ての中では2番目に高かった（最も高いものは4.1点のHeart of America）。
しかしながら、肯定的な論評はG4、UGO、Film Threat、JoBlo.com、およびMTVのような著名なウェブサイトにも寄せられた。さらに、『Postal』を見た後に、これまでボルの作品を貶していた者のうち何名かが、それまでの意見を撤回した。
第29回ゴールデンラズベリー賞では、最低助演男優賞、最低スクリーンカップル賞、最低監督賞の3部門でノミネートされ、最低監督賞を受賞した。一方で、ホーボーケン国際映画祭では作品賞と監督賞を受賞した。